# Regionalny zarząd gospodarki wodnej
Regionalny zarząd gospodarki wodnej – polska jednostka budżetowa, podległa ministrowi właściwemu do spraw gospodarki wodnej, realizująca zadania związane z utrzymywaniem wód lub urządzeń wodnych oraz pełniąca funkcję inwestora w zakresie gospodarki wodnej. Regionalne zarządy gospodarki wodnej działały w latach 2001-2017 na podstawie Ustawy Prawo wodne z dnia 18 lipca 2001 roku, rozporządzenia Rady Ministrów z dnia 27 czerwca 2006 w sprawie przebiegu granic obszarów dorzeczy i regionów wodnych oraz statutu nadanego przez Ministra Środowiska Zarządzeniem nr 19 z dnia 5 czerwca 2007 roku. 1 stycznia 2018 roku weszła w życie nowa Ustawa Prawo wodne z dnia 20 lipca 2017 r.. W momencie wejścia w życie ustawy utworzono centralną instytucję zarządzającą krajową gospodarką wodną – Państwowe Gospodarstwo Wodne Wody Polskie, w których regionalne zarządy gospodarki wodnej weszły w ich skład stając się ich jednostkami organizacyjnymi obok Krajowego Zarządu Gospodarki Wodnej. 

## Zarządy regionalne gospodarki wodnej
W Polsce w latach 1973-2017 istniało 7 regionalnych zarządów gospodarki wodnej:
- Regionalny Zarząd Gospodarki Wodnej w Gdańsku
- Regionalny Zarząd Gospodarki Wodnej w Gliwicach
- Regionalny Zarząd Gospodarki Wodnej w Krakowie
- Regionalny Zarząd Gospodarki Wodnej w Poznaniu
- Regionalny Zarząd Gospodarki Wodnej w Szczecinie
- Regionalny Zarząd Gospodarki Wodnej w Warszawie
- Regionalny Zarząd Gospodarki Wodnej we Wrocławiu.

Po wejściu w życie nowelizacji Prawa Wodnego z dnia 20 lipca 2017 roku oraz po wydaniu Rozporządzenia Ministra Środowiska z dnia 28 grudnia 2017 roku w sprawie nadania statutu Państwowemu Gospodarstwu Wodnemu Wody Polskie istnieje 11 regionalnych zarządów gospodarki wodnej:
- Regionalny Zarząd Gospodarki Wodnej w Białymstoku
- Regionalny Zarząd Gospodarki Wodnej w Bydgoszczy
- Regionalny Zarząd Gospodarki Wodnej w Gdańsku
- Regionalny Zarząd Gospodarki Wodnej w Gliwicach
- Regionalny Zarząd Gospodarki Wodnej w Krakowie
- Regionalny Zarząd Gospodarki Wodnej w Lublinie
- Regionalny Zarząd Gospodarki Wodnej w Poznaniu
- Regionalny Zarząd Gospodarki Wodnej w Rzeszowie
- Regionalny Zarząd Gospodarki Wodnej w Szczecinie
- Regionalny Zarząd Gospodarki Wodnej w Warszawie
- Regionalny Zarząd Gospodarki Wodnej we Wrocławiu